# Kabinett Cresson
Das Kabinett Cresson war die französische Regierung vom 15. Mai 1991 bis zum 2. April 1992 unter Premierministerin Édith Cresson. Sie löste die Regierung Rocard II ab, die am 15. Mai 1991 zurückgetreten war. Die Liste der Minister und Staatssekretäre wurde am 17. und 18. Mai 1991 veröffentlicht.
Die Regierung verfügte über keine eigene Mehrheit, nachdem die Union du Centre, die die Regierung Rocard unterstützt hatte, dies nicht fortsetzte. Ihr gehörten allerdings zwei Mitglieder des Mouvement des réformateurs sowie unabhängiger Rechter an, die die Öffnung gegenüber der Rechten und dem Zentrum symbolisieren sollten.
Am 2. April 1992 trat die sehr unpopuläre Regierung auf Wunsch von Staatspräsident François Mitterrand zurück. Kurz zuvor hatte die Parti socialiste bei den Regional- und Kantonalwahlen schwach abgeschnitten. Es folgte die Regierung Bérégovoy.

## Zusammensetzung
| Amt | Name                                    | Partei | Partei    |
| --- | --------------------------------------- | ------ | --------- |
| Premierministerin | Édith Cresson                           |        | PS        |
| Staatsminister |                                         |        |           |
| Staatsminister, Minister für nationale Bildung | Lionel Jospin                           |        | PS        |
| Staatsminister, Minister für Wirtschaft, Finanzen, Haushalt und Außenhandel | Pierre Bérégovoy                        |        | PS        |
| Staatsminister, Außenminister | Roland Dumas                            |        | PS        |
| Staatsminister, Minister für öffentliche Verwaltung und Verwaltungsmodernisierung (bis 28. März 1992)                                                                                         | Jean-Pierre Soisson (bis 28. März 1992) |        | MDR       |
| Staatsminister, Minister für Städte und Raumordnung | Michel Delebarre                        |        | PS        |
| Minister |                                         |        |           |
| Siegelbewahrer, Justizminister | Henri Nallet                            |        | PS        |
| Verteidigungsminister | Pierre Joxe                             |        | PS        |
| Innenminister | Philippe Marchand                       |        | PS        |
| Minister für Kultur und Kommunikation, Regierungssprecher | Jack Lang                               |        | PS        |
| Minister für Landwirtschaft und Forst | Louis Mermaz                            |        | PS        |
| Minister für soziale Angelegenheiten und Integration | Jean-Louis Bianco                       |        | PS        |
| Ministerin für Arbeit, Beschäftigung und berufliche Bildung | Martine Aubry                           |        | PS        |
| Minister für Ausrüstung, Wohnen, Verkehr und Weltraum | Paul Quilès                             |        | PS        |
| Ministerin für Kooperation und Entwicklung | Edwige Avice                            |        | PS        |
| Minister für die Départements und Territorien in Übersee | Louis Le Pensec                         |        | PS        |
| Minister für Forschung und Technologie | Hubert Curien                           |        | parteilos |
| Minister für die Beziehungen zum Parlament | Jean Poperen                            |        | PS        |
| Ministerin für Jugend und Sport | Frédérique Bredin                       |        | PS        |
| Minister für Umwelt | Brice Lalonde                           |        | GE        |
| Beigeordnete Minister |                                         |        |           |
| Beigeordneter Minister für Haushalt Ministerium für Wirtschaft, Finanzen und Haushalt | Michel Charasse                         |        | PS        |
| Beigeordneter Minister für Industrie und Außenhandel Ministerium für Wirtschaft, Finanzen und Haushalt                                                                                        | Dominique Strauss-Kahn                  |        | PS        |
| Beigeordneter Minister Handwerk, Handel und Verbraucher (ab 25. Mai 1991) Beigeordneter Minister für Handel und Handwerk (bis 25. Mai 1991) Ministerium für Wirtschaft, Finanzen und Haushalt | François Doubin                         |        | MRG       |
| Beigeordneter Minister für Post und Telekommunikation Ministerium für Wirtschaft, Finanzen und Haushalt                                                                                       | Jean-Marie Rausch                       |        | DVD       |
| Beigeordneter Minister ohne eigenen Geschäftsbereich Siegelbewahrer, Justizministerium | Michel Sapin                            |        | PS        |
| Beigeordnete Ministerin für europäische Angelegenheiten Außenministerium | Élisabeth Guigou                        |        | PS        |
| Beigeordnete Ministerin für Frankophonie Außenministerium | Catherine Tasca                         |        | PS        |
| Beigeordneter Minister für Gesundheit Ministerium für soziale Angelegenheiten und Integration                                                                                                 | Bruno Durieux                           |        | MDR       |
| Beigeordneter Minister für Kommunikation Ministerium für Kultur und Kommunikation | Georges Kiejman                         |        | PS        |
| Beigeordneter Minister für Tourismus Ministerium für Ausrüstung, Wohnen, Verkehr und Weltraum                                                                                                 | Jean-Michel Baylet                      |        | MRG       |
| Staatssekretäre |                                         |        |           |
| Staatssekretär für Veteranen und Kriegsopfer ohne Zuordnung | Louis Mexandeau                         |        | PS        |
| Staatssekretär für technische Ausbildung Ministerium für nationale Bildung | Jacques Guyard                          |        | PS        |
| Staatssekretär für humanitäres Handeln Außenministerium | Bernard Kouchner                        |        | DVG       |
| Staatssekretär für auswärtige Angelegenheiten Außenministerium | Alain Vivien                            |        | PS        |
| Staatssekretär für Städte und Raumordnung Ministerium für Städte und Raumordnung | André Laignel                           |        | PS        |
| Staatssekretär für Verteidigung Verteidigungsministerium | Jacques Mellick                         |        | PS        |
| Staatssekretär für lokale Gebietskörperschaften Innenministerium | Jean-Pierre Sueur                       |        | PS        |
| Staatssekretär für Großprojekte Ministerium für Kultur und Kommunikation | Émile Biasini                           |        | parteilos |
| Staatssekretär für soziale Angelegenheiten und Integration Ministerium für soziale Angelegenheiten und Integration                                                                            | Kofi Yamgnane                           |        | PS        |
| Staatssekretär für Familie, Senioren und Rückkehrer (ab 22. Juli 1991) Staatssekretär für Familie und Senioren (bis 22. Juli 1991) Ministerium für soziale Angelegenheiten und Integration    | Laurent Cathala                         |        | PS        |
| Staatssekretär für Menschen mit Behinderungen und Unfallopfer Ministerium für soziale Angelegenheiten und Integration                                                                         | Michel Gillibert                        |        | parteilos |
| Staatssekretärin für Frauenrechte und das tägliche Leben (ab 25. Mai 1991) Staatssekretärin für Frauenrechte (bis 25. Mai 1991) Ministerium für Arbeit, Beschäftigung und berufliche Bildung  | Véronique Neiertz                       |        | PS        |
| Staatssekretär für Wohnen Ministerium für Ausrüstung, Wohnen, Verkehr und Weltraum | Marcel Debarge                          |        | PS        |
| Staatssekretär für Straßen- und Flussverkehr Ministerium für Ausrüstung, Wohnen, Verkehr und Weltraum                                                                                         | Georges Sarre                           |        | PS        |
| Staatssekretär für das Meer Ministerium für Ausrüstung, Wohnen, Verkehr und Weltraum | Jean-Yves Le Drian                      |        | PS        |
| Staatssekretär für Außenhandel Beigeordneter Minister für Industrie und Außenhandel | Jean-Noël Jeanneney                     |        | parteilos |